# Área de Salud Velasco
En Cuba, el municipio de Gibara, Holguín, para la atención a la población cuenta con dos áreas de salud, Gibara y Velasco. El área de Velasco presenta varias instituciones médicas.
- Policlínico José Ávila Serrano
- Hogar Materno
- Sala de rehabilitación
- Clínica Estomatológica